# Caso Ariel Castro
Il caso Ariel Castro è stato il rapimento di tre giovani donne - Michelle Knight, Amanda Berry e Georgina "Gina" DeJesus - avvenuto tra il 2002 e il 2004 per opera di Ariel Castro. Vennero tenute prigioniere nella casa di Castro in Seymour Avenue, nel quartiere Tremont di Cleveland, nello stato dell'Ohio, negli Stati Uniti. Il 6 maggio 2013 Berry riuscì a fuggire con sua figlia di sei anni e avvertì la polizia. Knight e DeJesus vennero quindi salvate poche ore dopo dall'intervento della polizia, che durante lo stesso intervento arrestò Castro.
L'8 maggio 2013, Castro fu accusato di quattro capi di imputazione per sequestro di persona e di tre per stupro. All'interno di un accordo di patteggiamento con la pubblica accusa, Castro si dichiarò colpevole di 937 atti criminali comprendenti stupro, sequestro di persona e omicidio aggravato e venne condannato all'ergastolo e a più di mille anni di carcere senza possibilità di libertà condizionale. Un mese dopo la sua condanna, Castro si impiccò con delle lenzuola nella sua cella.

## Storia

### Ariel Castro
Ariel Castro nacque a San Juan, Porto Rico, l'11 luglio 1960 da Pedro Castro e Lillian Rodriguez. Quando era bambino, i suoi genitori divorziarono. Poco dopo il divorzio, Castro si trasferì negli Stati Uniti con la madre e tre dei suoi fratelli. La famiglia si stabilì a Reading, Pennsylvania, e in seguito si trasferì a Cleveland, Ohio, dove vivevano il padre di Castro e molti altri membri della famiglia allargata. Castro aveva nove fratelli. Secondo lo zio di Castro, la famiglia conosceva la famiglia DeJesus e viveva nello stesso quartiere a ovest di Cleveland. Nel 1979 si diplomò alla Lincoln-West High School di Cleveland.
Castro incontrò la sua futura fidanzata, Grimilda Figueroa (1963-2012), quando la sua famiglia si trasferì in una casa di fronte alla sua negli anni '80. Castro e Figueroa vissero con entrambi i genitori ma si trasferirono in una casa loro al 2207 di Seymour Avenue nel 1992. La loro casa era a due piani e misurava 130 m². Aveva quattro camere da letto, un bagno e un seminterrato non finito di 71 m² costruito nel 1890 e rimaneggiato nel 1956. Secondo la sorella di Figueroa, Elida Caraballo, quando Figueroa e Castro si trasferirono nella loro nuova casa "tutto iniziò a scatenarsi". Caraballo e suo marito Frank sostengono che Castro avesse picchiato la Figueroa, rompendole naso, costole e braccia; la fece anche cadere da una rampa di scale, spaccandole il cranio. Nel 1993 Castro venne arrestato per violenza domestica, ma non fu incriminato da un grand jury.
Figueroa lasciò la casa nel 1996 e ottenne la custodia dei suoi quattro figli. La polizia le prestò assistenza e arrestò Castro ma non fu intentata alcuna accusa. Castro continuò a minacciare e attaccare Figueroa dopo che lei lo lasciò, secondo Caraballo. Un fascicolo del 2005 del tribunale per le relazioni interne della contea di Cuyahoga accusò Castro di aver inflitto a Figueroa ferite multiple gravi e di violentare frequentemente le sue figlie. Fu concesso un ordine restrittivo temporaneo contro Castro, che venne però annullato pochi mesi dopo. Grimilda Figueroa morì all'età di 48 anni nel 2012 a causa di complicazioni da un tumore al cervello.
Prima del suo arresto all'età di 52 anni, Castro aveva lavorato come autista di autobus per il Cleveland Metropolitan School District fino a quando non era stato licenziato per "cattivo giudizio", avendo fatto un'inversione a U illegale con bambini a bordo del mezzo; inoltre usava l'autobus per fare la spesa, lasciava i bambini sul mezzo mentre andava a pranzo e lasciava l'autobus incustodito mentre era in casa a riposare. Guadagnava 18,91 dollari all'ora quando venne licenziato. Al momento del suo arresto, la casa di Castro era in fase di pignoramento a causa di tre anni (2010-2012) di tasse immobiliari non pagate.

### Sequestri

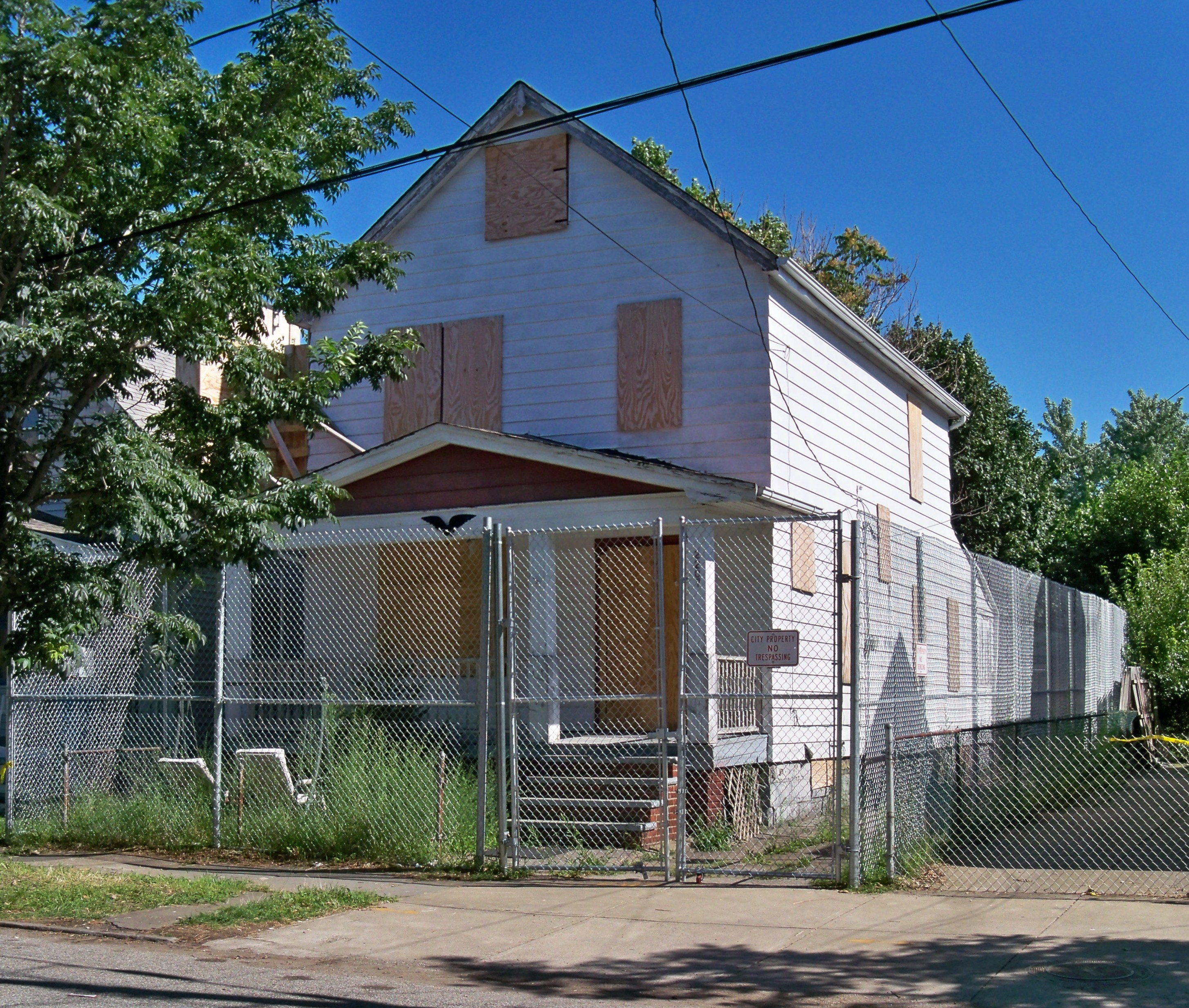
La casa di Castro al 2207 Seymour Avenue. Venne demolita il 7 agosto 2013 come parte del patteggiamento.

Ogni donna venne rapita dopo aver accettato un passaggio da Castro. Egli condusse ciascuna a casa sua, le attirò dentro, le portò nello scantinato e le trattenne per 3 giorni ciascuna, senza dare loro cibo ed acqua. La casa era situata al 2207 di Seymour Avenue, nel quartiere residenziale di Tremont a Cleveland, poco lontano da dove erano state rapite. Mesi dopo il suo arresto la casa venne demolita.

#### Michelle Knight
Michelle Knight (nata il 23 aprile 1981) scomparve il 23 agosto 2002, dopo aver lasciato la casa di un cugino. Accettò un passaggio da Ariel Castro, dichiarando che si sentiva abbastanza a suo agio perché lui era il padre di una sua amica. La Knight aveva 21 anni al tempo. Il giorno della sua scomparsa, era prevista la sua comparizione in tribunale per un caso di affidamento di minore che coinvolgeva suo figlio, all'epoca sotto la custodia dello Stato.
Dopo il salvataggio di Knight, la polizia riconobbe che erano state spese risorse limitate per indagare sulla sua scomparsa poiché si credeva che fosse fuggita volontariamente a causa della rabbia per aver perso la custodia di suo figlio. Secondo il capo della polizia di Cleveland Ed Tomba, la scomparsa di Michelle Knight non aveva generato particolare attenzione. La rimozione di Knight dalla banca dati del National Crime Information Center, avvenuta appena quindici mesi dopo la sua scomparsa, fu oggetto di critiche. La polizia e l'FBI sostennero però che anche se fosse rimasta all'interno della banca dati, questo non avrebbe avuto alcuna influenza sul suo salvataggio.

#### Amanda Berry
Amanda Marie Berry (nata il 22 aprile 1986) scomparve il 21 aprile 2003, il giorno prima del suo 17º compleanno. Berry fu sentita per l'ultima volta quando chiamò sua sorella per dirle che stava tornando a casa dal suo lavoro a un Burger King tra West 110th Street e Lorain Avenue. L'FBI inizialmente considerò Berry una fuggiasca, fino a una settimana dopo la sua scomparsa, quando un maschio non identificato usò il cellulare di Berry per chiamare la madre della ragazza, dicendo: "Ho Amanda, sta bene e tornerà a casa tra un paio di giorni".
Berry apparve in un segmento dell'edizione del 2004 di America's Most Wanted - rimesso in onda nel 2005 e nel 2006, che la collegava a Gina DeJesus, che a quel punto era scomparsa anche lei da Cleveland. Le due giovani furono profilate al The Oprah Winfrey Show e al Montel Williams Show, in cui Sylvia Browne, presunta sensitiva, disse alla madre di Berry, Louwana Miller, nel 2004 che sua figlia Amanda era morta e che era "in acqua". Questa asserzione devastò la madre della ragazza, inducendola a gettare foto della figlia e vendere il computer. Tuttavia, la donna continuò a cercare Berry fino alla propria morte, avvenuta per arresto cardiaco nel 2006. Dopo che Berry fu trovata viva nel 2013, la sensitiva Browne ricevette critiche per la falsa asserzione che Berry fosse morta.
Il 25 dicembre 2006 Amanda Berry diede alla luce una figlia all'interno della casa dove era imprigionata. La prova del DNA confermò che Castro era il padre biologico della bambina.
Nel luglio del 2012 Robert Wolford, un detenuto che viveva nel quartiere in cui le donne erano scomparse, dichiarò di avere informazioni sulla posizione del corpo di Berry e portò la polizia in un lotto vuoto a Cleveland's West Side, dove fu condotta una ricerca infruttuosa. Nel gennaio del 2013 Wolford venne condannato a quattro anni e mezzo di reclusione per intralcio alla giustizia per aver dato un falso rapporto e un falso allarme.

#### Gina DeJesus

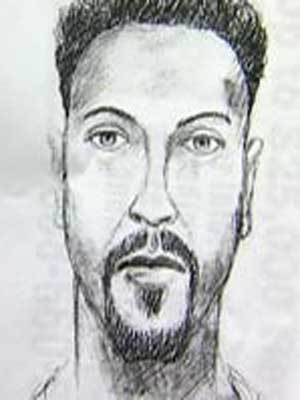
Identikit redatto nel 2004 dall'FBI del sospetto rapitore di Gina DeJesus.

Georgina "Gina" Lynn DeJesus (nata il 13 febbraio 1990) scomparve all'età di 14 anni. Venne vista per l'ultima volta a un telefono pubblico alle 3 del pomeriggio del 2 aprile 2004, mentre tornava a casa dalla sua scuola media tra West 105th Street e Lorain Avenue. DeJesus e la sua amica, la figlia di Ariel Castro, Arlene, avevano chiamato l'ex moglie di Castro, Grimilda Figueroa, per chiedere il permesso di fare un pigiama party a casa di DeJesus. Figueroa aveva detto che non potevano e le due ragazze quindi si separarono. Arlene Castro fu l'ultima persona a vedere DeJesus prima della sua scomparsa.
DeJesus fu presa dall'impressione che sarebbe stata lasciata e si fidò di Castro perché era il padre della sua amica. Poiché nessuno assistette al rapimento di DeJesus, non venne emessa alcuna allerta AMBER. Questo fece arrabbiare il padre della ragazza. Nel 2006 disse: "L'allerta AMBER dovrebbe funzionare per ogni bambino scomparso. Che si tratti di un rapimento o di una fuga, un bambino deve essere trovato. Dobbiamo cambiare questa legge".
Un anno dopo la scomparsa di DeJesus, l'FBI rilasciò uno schizzo composito e la descrizione di un sospetto maschio descritto come "Latino, 25-35 anni, 5 piedi e 10 pollici (1,78 m), 165-195 libbre (75-84 kg), con gli occhi verdi, un pizzetto e forse una barba sottile come una matita". Secondo i dati del tribunale, Castro era alto 5 piedi e 7 pollici (1,70 m), pesava 179 libbre (81 kg); aveva gli occhi marroni e un pizzetto.
Gina DeJesus apparve in un segmento dell'edizione del 2004 di America's Most Wanted, rimesso in onda nel 2005 e nel 2006 in collegamento alla scomparsa di Berry. Le sparizioni ricevettero un'attenzione regolare da parte dei media nel corso degli anni, proseguendo nel 2012, mentre la famiglia e altri tennero veglie e si attivarono per cercare le due giovani. Castro venne identificato dalla famiglia di DeJesus in un video di due di queste veglie; secondo quanto riferito, Castro aveva partecipato a una squadra di ricerca e aveva cercato di avvicinarsi alla famiglia DeJesus. Mentre era uno studente di giornalismo nel 2004, il figlio di Ariel, Anthony Castro, intervistò la madre di DeJesus per un articolo sulle sparizioni di Berry e della stessa DeJesus per la Plain Press. La polizia aprì un'indagine attiva, offrendo una ricompensa di 25000 dollari per chiunque avesse informazioni.

### Prigionia
All'inizio, quando Knight fu rapita, Castro la portò al piano di sopra, le legò mani e piedi e la sollevò facendo passare delle funi su mani, piedi e collo. La lasciò lì per tre giorni e solo allora, il terzo giorno, le diede da mangiare. I pubblici ministeri della condanna di Castro scrissero che nei diari scritti dalle ragazze sono raccontati abusi sessuali di ogni genere e stupri: le ragazze erano legate con catene a mani e piedi e rinchiuse in una stanza buia, con pannelli di legno inchiodati alle finestre per evitare che fuggissero. Nelle testimonianze scritte le ragazze sognavano di poter fuggire e tornare al sicuro dalla loro famiglia, invece di rimanere tutto il giorno incatenate al letto, al muro a una sedia ed essere picchiate e violentate da Castro. Le donne, inizialmente per molti anni, non furono mai portate al piano inferiore. Castro temeva che fuggissero o urlando avvisassero qualcuno. Restarono al piano superiore nelle tre camere da letto per molti anni, contando i giorni di detenzione. Non potevano disporre del bagno, l'igiene era carente ed erano costrette a usare alcuni secchi per i bisogni che venivano "svuotati di rado". Erano nutrite con un solo pasto al giorno e potevano fare la doccia, al massimo, due volte a settimana.
Knight riferì alla polizia che Castro l'aveva messa incinta almeno cinque volte e le aveva procurato con violenza ogni volta un aborto: la costringeva al digiuno, la colpiva sul ventre con pesanti manubri da palestra o la prendeva a pugni, sbattendola contro il muro. La nonna di Knight disse ai giornalisti che la nipote avrebbe avuto bisogno di un intervento chirurgico per la ricostruzione del viso, segnato dalle pesanti percosse subite. Perse anche l'udito da un orecchio. Ad un certo punto, la Knight iniziò a tenere con sé un cane da compagnia mentre era prigioniera, ma Castro lo uccise con crudeltà rompendogli il collo dopo che lo aveva morso mentre cercava di proteggere la propria padrona. DeJesus, invece, riferì alle forze dell'ordine che era stata violentata ma non credeva che fosse mai stata messa incinta.
Nel dicembre del 2006 Castro avrebbe costretto Knight ad assistere e aiutare Berry a partorire. Castro preparò una piccola piscina gonfiabile, e minacciò Knight di morte qualora la bambina non fosse sopravvissuta. Ad un certo punto, la neonata smise di respirare ma Knight fu in grado di rianimarla. Castro occasionalmente portò la neonata fuori di casa, anche per visitare sua madre. La bambina chiamava Castro "papà" e la madre di Castro "nonna". Nel 2013 mostrò a una delle sue figlie adulte un'immagine della bambina e disse che era la figlia della sua ragazza.
Secondo una dichiarazione della polizia di Cleveland, gli agenti visitarono la casa di Castro solo una volta dopo i rapimenti per discutere di un incidente non correlato. Castro non sembrava essere a casa in quel momento e fu successivamente interrogato altrove. Sebbene i vicini affermino di aver chiamato la polizia per attività sospette osservate a casa, la polizia dice di non avere alcuna registrazione di tali chiamate.
Dopo l'arresto di Castro, suo figlio Anthony descrisse la casa di suo padre: "La casa era sempre chiusa a chiave, c'erano posti dove non potevamo mai andare, c'erano lucchetti nel seminterrato, lucchetti al secondo piano, lucchetti nel garage". Tre settimane prima della fuga delle donne, Castro disse al figlio che Amanda Berry non sarebbe mai stata trovata. Anthony disse anche di aver detto al padre carnefice che Berry era probabilmente morta e che lui avesse mostrato stupore.
La WKYC News riferì che durante l'interrogatorio, Castro ricordava ciascuno dei tre rapimenti in modo molto dettagliato e indicò che si trattava di crimini non pianificati, ma organizzati sul momento. Secondo le fonti del WKYC, Castro non aveva un "piano di uscita" e credeva che alla fine sarebbe stato catturato. Si definiva "a sangue freddo" e un tossicodipendente. La polizia trovò una lettera di addio nella casa di Castro in cui presumibilmente discuteva dei rapimenti e scrisse che i suoi soldi, i video e i suoi beni sarebbero dovuti finire alle donne rapite se fosse stato catturato.

### Fuga e salvataggio
Il 6 maggio 2013, Berry fu finalmente in grado di entrare in contatto con i vicini, fuggendo con sua figlia di sei anni e permettendo il salvataggio di DeJesus e Knight da parte delle autorità. Secondo la polizia, quando Castro lasciò la casa quel giorno, Berry si rese conto che la porta era rimasta socchiusa, mentre la porta zanzariera più esterna era chiusa. Non tentò di sfondare la porta esterna perché "pensava che [Castro] la stesse mettendo alla prova", secondo il rapporto della polizia. In precedenza, Castro aveva messo alla prova le donne lasciando le uscite non chiuse a chiave. Qualora tentassero la fuga, le picchiava. Disse anche alle ragazze che era inutile tentare di fuggire perché porte e finestre erano allarmate con un antifurto.
Berry attraverso la porta zanzariera chiamò aiuto, così da allarmare i vicini, che distrussero la porta e fecero uscire madre e figlia. Angel Cordero, il vicino, fu uno dei primi ad accorrere sentite le urla della ragazza, ma non fu in grado di comunicare con Berry, perché parlava poco l'inglese. Un altro vicino, Charles Ramsey, si unì a Cordero a sfondare la porta esterna con la zanzariera. Ramsey affermò che Berry disse subito che era la ragazza che cercavano e che era stata rapita. Dopo essere stata liberata, la Berry andò a casa di un altro vicino di lingua spagnola e chiamò il 911 dicendo: "Aiutatemi, sono stata rapita, sono la ragazza scomparsa da dieci anni. Sono qui e sono libera ora!"
Gli agenti di polizia entrarono nella casa di Castro. Mentre attraversavano un corridoio al piano di sopra con le pistole estratte, si dichiararono poliziotti di Cleveland. Soltanto allora le ragazze, in un primo tempo diffidenti perché pensavano fosse una trappola di Castro, abbandonarono le stanze della prigionia e si mostrarono agli agenti. Knight dalla gioia balzò in braccio a un ufficiale, ripetendo più volte: "Mi hai salvato", subito dopo DeJesus uscì dall'altra camera da letto. Knight e DeJesus vennero portare fuori da quella casa-prigione e ricoverate per accertamenti medici al MetroHealth Medical Center. Berry e DeJesus furono rilasciate dall'ospedale il giorno dopo, mentre Knight fu dimessa quattro giorni dopo, il 10 maggio.

## Processo

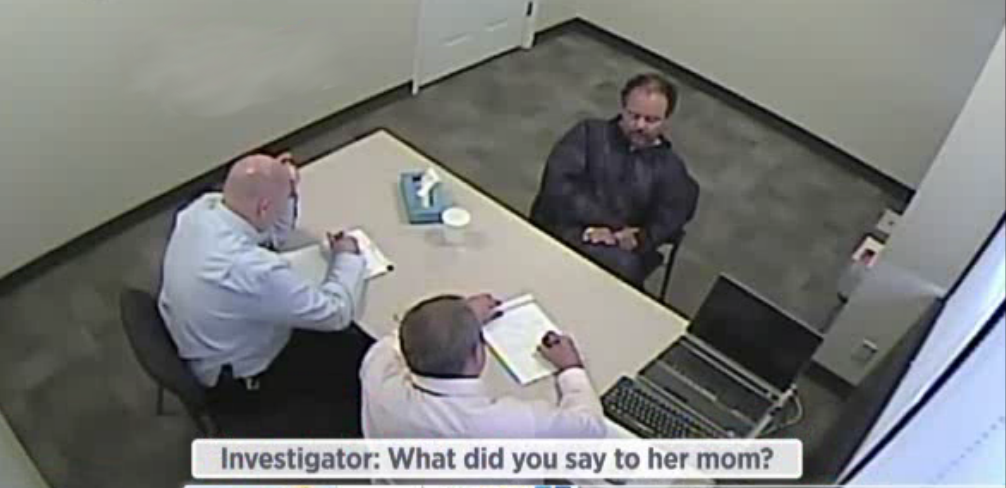
Immagine dell'interrogatorio di Castro da parte dell'FBI.

Castro venne arrestato il 6 maggio 2013. L'8 maggio venne accusato di quattro capi di imputazione per sequestro di persona e di tre per stupro, reati che secondo la legge dell'Ohio prevedono una pena rispettivamente dell'ergastolo e di dieci anni di carcere. Anche due fratelli di Castro furono inizialmente presi in custodia ma vennero rilasciati il 9 maggio in quanto la polizia ritenne che non fossero in alcun modo coinvolti nei rapimenti. Castro fece la sua prima apparizione in aula di giustizia presso il tribunale municipale di Cleveland il 9 maggio, dove venne fissata una cauzione di 2 milioni di dollari per l'accusa di sequestro di persona che, sommata alle cauzione per gli altri reati, raggiunse un totale di 8 milioni di dollari. Furono denunciati ulteriori crimini, tra cui omicidio aggravato per induzione intenzionale all'aborto, tentato omicidio, aggressione, stupro e rapimento per ogni giorno di prigionia. Il 14 maggio gli avvocati di Castro affermarono che il loro cliente intendeva dichiararsi "non colpevole" di tutte le accuse se incriminato per sequestro di persona e stupro.
Il 7 giugno un grand jury della contea di Cuyahoga presentò un atto formale di imputazione contro Castro. Conteneva 329 capi, tra cui due di omicidio aggravato (in diverse sezioni del codice penale dell'Ohio) per il suo presunto ruolo nell'induzione all'aborto di una delle donne. Le accuse riguardavano solo il periodo da agosto 2002 a febbraio 2007. Il procuratore della contea, Timothy J. McGinty, dichiarò che l'inchiesta era in corso e che eventuali ulteriori risultati sarebbero stati presentati al grand jury. McGinty disse che l'eventuale richiesta di pena di morte sarebbe stata considerata dopo il completamento dei procedimenti di accusa.
Dopo aver avanzato una dichiarazione di non colpevolezza per Castro il 12 giugno, uno dei suoi avvocati, Craig Weintraub, disse (sebbene alcune delle accuse contro Castro fossero indiscutibili): "è nostra speranza che possiamo continuare a lavorare per una soluzione per evitare di avere un processo non necessario sull'omicidio aggravato e sulla pena di morte". Osservò inoltre: "Siamo molto sensibili alla tensione emotiva e all'impatto che un processo per questi crimini avrebbe avuto sulle donne, sulle loro famiglie e sulla comunità". Castro fu rinviato a giudizio il 3 luglio.
Il 12 luglio un grand jury della contea di Cuyahoga emise un atto di accusa per il resto del periodo successivo a febbraio 2007. Questo portò il totale a 977 accuse: 512 di rapimento, 446 di stupro, 7 di imposizione sessuale, 6 di aggressione criminale, 3 di pericolo per i minori, 2 di omicidio aggravato e uno di possesso di strumenti criminali. Il 17 luglio Castro si dichiarò non colpevole per le nuove accuse.
Il 26 luglio Castro si dichiarò colpevole per 937 accuse su 977, incluse quelle di sequestro di persona, stupro e omicidio aggravato, come parte di un patteggiamento che prevedeva condanne consecutive a più di mille anni di carcere senza possibilità di libertà condizionale. Nell'ambito del patteggiamento, Castro rinunciò al suo diritto di appello e non poté avere alcun beneficio a causa della gravità dei suoi crimini. Perse tutti i suoi beni, compresa la sua casa, che i pubblici ministeri imposero venisse demolita. A Castro fu detto dal giudice del tribunale di cause comuni della contea di Cuyahoga Michael Russo: "Non uscirai. È chiaro?", al che Castro rispose: "Capisco, vostro onore". Castro fece commenti sulla sua "dipendenza dalla pornografia" e sui suoi "problemi sessuali", ma venne interrotto dal giudice Russo che affermò che tali questioni avrebbero potuto essere discusse all'udienza della condanna del 1º agosto. Lo studio legale che rappresentava Berry, DeJesus e Knight rilasciò una dichiarazione secondo cui le tre donne sarebbero state "sollevate dall'attuale richiesta". Le vittime si sentirono soddisfatte da questa risoluzione del caso e non vedevano l'ora di concludere il procedimento legale".
All'udienza di condanna del 1º agosto 2013, Castro venne condannato all'ergastolo e a oltre a mille anni di carcere, il tutto senza alcuna possibilità di libertà condizionale. Venne multato per 100.000 dollari. La corte confiscò tutti i suoi beni e li assegnò alla contea di Cuyahoga.
Prima della sua condanna, Castro si rivolse alla corte per venti minuti; disse di essere una brava persona anziché un mostro nonostante fosse dipendente dal sesso e dalla pornografia e che aveva "praticato l'arte della masturbazione" sin da giovane età. Affermò di non aver mai picchiato o torturato le donne e insistette sul fatto che "la maggior parte" del sesso che aveva fatto con loro "era consensuale". Si spostò tra un tono di scusa e l'incolpare l'FBI per non averlo ascoltato, così come le sue stesse vittime, insistendo sul fatto che quando aveva fatto sesso con loro scoprì che non erano vergini. Tornava alternativamente a toni di scusa dicendo: "Spero che possano trovare nel loro cuore il perdono perché abbiamo avuto molta armonia in quella casa".
Il giudice ascoltò anche Knight e i familiari di Berry e DeJesus. Knight disse a Castro: "Hai preso undici anni della mia vita, ho passato undici anni all'inferno, ora il tuo inferno è appena iniziato. Io supererò tutto quello che è successo, ma tu affronterai l'inferno per l'eternità. Morirai un po' ogni giorno pensando agli undici anni di atrocità che hai inflitto a noi. Posso perdonarti, ma non dimenticherò mai".

## Conseguenze

### Sopravvissute
Il 9 luglio 2013, Knight, Berry e DeJesus ruppero il loro silenzio pubblico per la prima volta dal loro salvataggio pubblicando un video in cui dichiaravano di ringraziare il pubblico per il loro sostegno. Un avvocato di Berry e DeJesus disse che le donne "avevano ancora un forte desiderio di privacy" e non desideravano parlare ai media del loro calvario. Il Cleveland Courage Fund, un conto bancario creato per aiutare le donne nella loro transizione verso una vita indipendente, aveva raccolto circa 1,05 milioni di dollari al momento della pubblicazione del video. Prima della scomparsa di Berry, suo nonno aveva promesso di regalarle una Chevrolet Monte Carlo dell'anno di nascita della ragazza (il 1986). Dopo il suo rapimento la comprò comunque, nel caso fosse stata trovata viva. Dopo il suo salvataggio, Berry chiamò suo nonno e gli chiese se avesse ancora l'auto, ottenendo una risposta affermativa; tuttavia l'automobile aveva bisogno di essere restaurata perché per un lungo periodo non era stata utilizzata. Diversi negozi di automobili si offrirono di eseguire il restauro gratuitamente.
In un'intervista con People nel primo anniversario della sua libertà, Knight discusse alcuni eventi della sua vita prima del rapimento. Dal suo salvataggio aveva cambiato legalmente il suo nome in Lily e aveva iniziato a farsi diversi tatuaggi per affrontare il processo di guarigione. Knight rivelò che suo figlio era stato adottato mentre era in cattività e che, pur desiderando vederlo, non voleva portarlo alla prova che avrebbe dovuto affrontare. Diceva di programmare di vederlo una volta che sarebbe diventato adulto. Knight disse che programmava di aprire un ristorante, che sognava di sposarsi - cosa che fece nel 2016 - e di adottare dei bambini. Knight programmò di riunirsi con Berry e DeJesus in futuro, ma affermò di voler iniziare a concentrarsi sul come ricostruire la propria vita. Berry e DeJesus ricevettero diplomi onorari dalla John Marshall High School nel 2015.

### Demolizione della casa
Come previsto dal patteggiamento, la casa in cui Castro viveva e aveva tenuto prigioniere le donne venne demolita il 7 agosto 2013. Knight era presente e distribuì palloncini gialli, dicendo che rappresentavano i bambini scomparsi, alla folla riunita. I palloncini vennero rilasciati prima che la zia di DeJesus iniziasse la demolizione con una ruspa.

### Morte di Castro
La sera del 3 settembre 2013, un mese dopo la condanna all'ergastolo, Castro venne trovato impiccato con un lenzuolo nella sua cella di detenzione presso il Correctional Reception Center di Orient, Ohio. Il personale della prigione eseguì delle manovre di rianimazione cardiopolmonare prima che Castro fosse portato all'Ohio State University Wexner Medical Center di Columbus, dove venne dichiarato morto poco dopo. Il giorno successivo il coroner della contea di Franklin, il dott. Jan Gorniak, annunciò che un'autopsia preliminare aveva accertato che la morte di Castro era dovuta a suicidio mediante impiccamento.
Il 10 ottobre 2013 il Dipartimento di riabilitazione e correzione dell'Ohio pubblicò un rapporto che suggeriva che Castro potesse essere morto accidentalmente per asfissia autoerotica, piuttosto che per suicidio intenzionale. Gorniak respinse la possibilità, in attesa della sua sentenza di suicidio. Il rapporto spiega anche che due guardie carcerarie avevano falsificato dei registri che documentavano la loro osservazione di Castro ore prima che fosse trovato morto. Castro non era sotto controllo continuo al momento della sua morte, ma era sottoposto a controlli di routine ogni trenta minuti a causa della sua notorietà all'interno del carcere.
Il rapporto del consulente venne rilasciato il 3 dicembre 2013 e concluse ufficialmente che "tutte le prove disponibili hanno indicato il suicidio, inclusa una disposizione simile a un santuario di foto di famiglia e di una Bibbia nella cella di Castro, un crescente tono di frustrazione nel suo diario di prigione e la consapevolezza di dover passare il resto della sua vita in prigione, soggetto a continue molestie". Anche una pattuglia dell'Ohio State Highway esaminò il caso e giunse alla stessa conclusione. La salma venne poi cremata. Non è nota l'ubicazione delle ceneri.

## Influenza culturale
- Il mostro di Cleveland (film per la tv), Lifetime[133][134][135]